# 宝兴蹄盖蕨
宝兴蹄盖蕨（学名：Athyrium baoxingense）为蹄盖蕨科蹄盖蕨属下的一个种。

## 扩展阅读
- 維基物種上的相關：宝兴蹄盖蕨